# 圣安德烈代索
圣安德烈德索（法語：Saint-André-des-Eaux，法語發音：[sɛ̃.t‿ɑ̃dʁe de.z‿o] ⓘ），法国大西洋卢瓦尔省的一个市镇，位于该省西北部，属于圣纳泽尔区，其市镇面积为24.71平方公里，2022年1月1日时人口数量为6,949人。
圣安德烈德索是圣纳泽尔河口城市圈公共社区的组成部分，位于布里耶尔自然保护区腹地，20世纪80年代后逐渐形成居民区。

## 地名
“德索”（Des Eaux）在法语中意为“水的”。

## 行政
圣安德烈德索的邮政编码为44117，INSEE市镇编码为44151。

## 地理

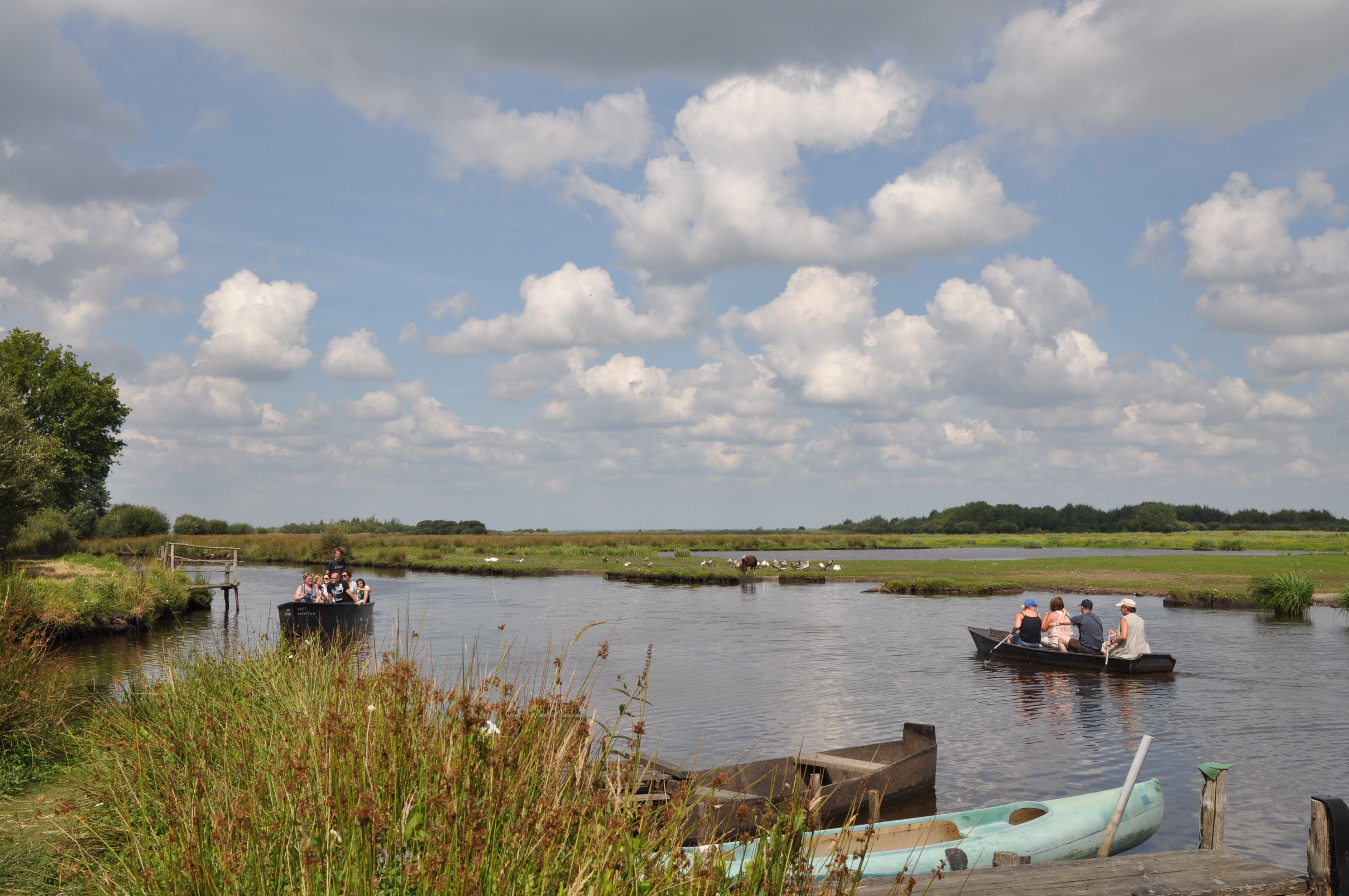
布里耶尔自然保护区的一处湿地

圣安德烈德索（47°18'50"N, 2°18'39"W）位于法国西北部，卢瓦尔河地区大区西部和大西洋卢瓦尔省西部，距离省会南特大约70公里。
与圣安德烈德索接壤的市镇包括：拉博勒-埃斯库布拉克、盖朗德、圣若阿基姆、圣利法尔、圣纳泽尔。
圣安德烈德索境内地势平坦，海拔在1至41米之间。
按照柯本气候分类法，圣安德烈德索属于较为典型的温带海洋性气候，全年温差较小，降水分布均匀。

## 历史
圣安德烈德索历史上长期为普通乡村，20世纪80年代后因旅游业的发展而聚集了大量人口，逐渐形成居民区。

## 交通
大西洋卢瓦尔省省道D47线、D127线和D247线等经过圣安德烈德索境内。有城市公交车连接盖朗德市区。

## 人口
| 年份   | 1936  | 1946  | 1954  | 1962  | 1968  | 1975  | 1982  | 1990  | 1999  | 2006  | 2011  | 2016  | 2017  |
| ------ | ----- | ----- | ----- | ----- | ----- | ----- | ----- | ----- | ----- | ----- | ----- | ----- | ----- |
| 人口數 | 1 345 | 1 330 | 1 491 | 1 545 | 1 554 | 1 833 | 2 541 | 2 919 | 3 532 | 4 917 | 5 391 | 6 355 | 6 473 |